# Eriopeltastes evansi
Eriopeltastes evansi är en skalbaggsart som beskrevs av Ricchiardi 1997. Eriopeltastes evansi ingår i släktet Eriopeltastes och familjen Cetoniidae. Inga underarter finns listade i Catalogue of Life.